# Protestes de desembre de 1970 a Polònia

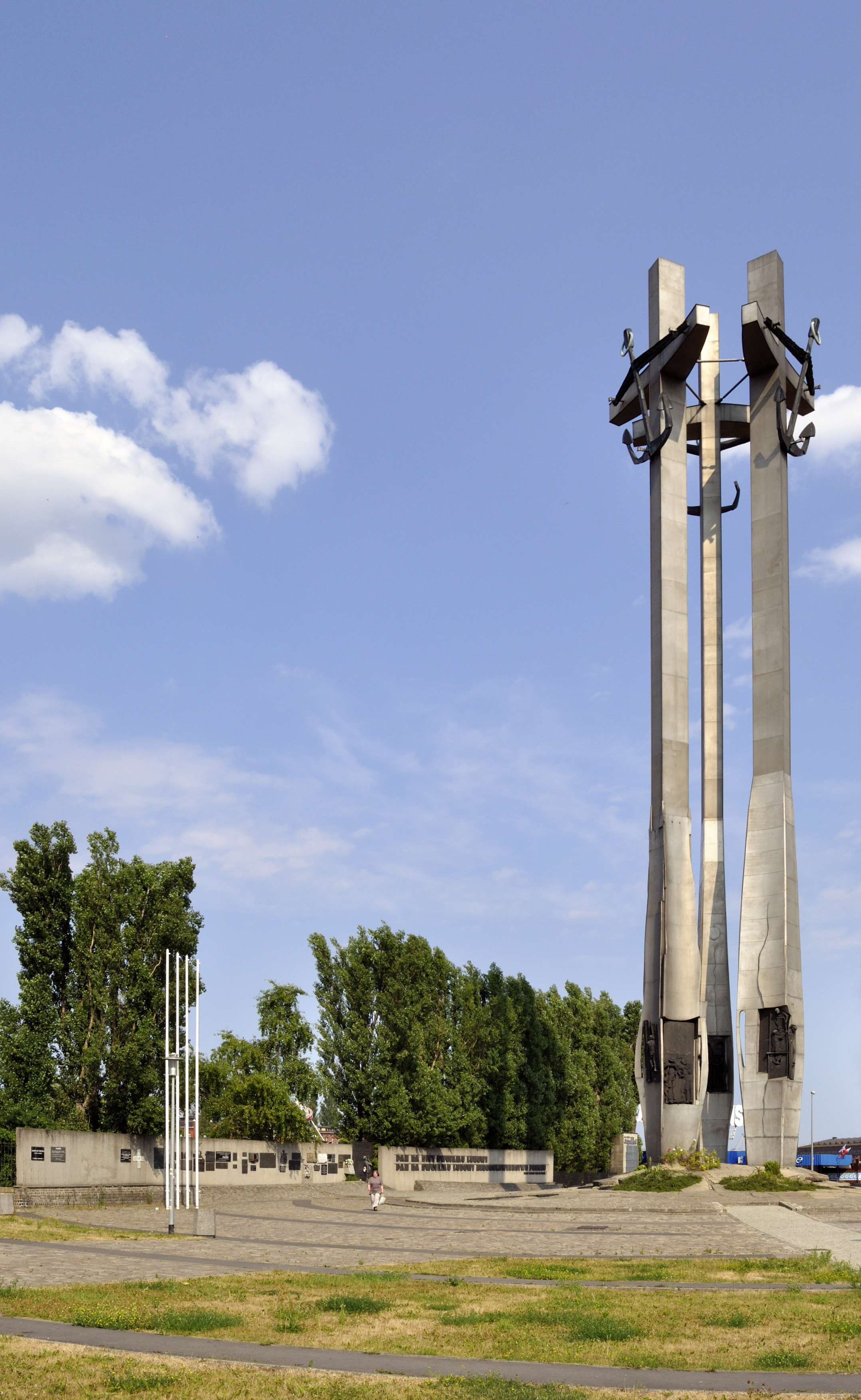
El monument als treballadors de la drassana caiguts el 1970

Les protestes de desembre de 1970 a Polònia, o els fets de desembre de 1970 (en polonès:Grudzień 1970) és el nom d'una sèrie de manifestacions d'obrers a la República Popular de Polònia. Les principals manifestacions van tenir lloc a Gdynia, Gdańsk, Szczecin i Elbląg. La causa més important va ser la decisió de govern sobre l'increment dels preus.
El Partit Obrer Unificat Polonès (comunista) va decidir fer servir els militars. Com a resultat almenys 42 obrers van perdre-hi la vida i més de mil ferits. La situació va donar lloc a un canvi de Secretari General del partit: Władysław Gomułca va ser substituït per Edward Gierek.